# EHF Champions League mannen 1999/00
De EHF Champions League 1999/00 was de veertigste editie van de EHF Champions League, de hoogste handbalcompetitie voor clubs in Europa.

## Deelnemers
| Eerste ronde | Eerste ronde |
| --- | --- |
| - SPE Strovolos Nicosie: Kampioen van Cyprus - STIF Stranda: Kampioen van Faeröer | - Shevardeni STU Tbilisi: Kampioen van Georgië - TJ VSZ Kosice: Kampioen van Slowakije |
| Tweede ronde | |
| - Initia HC Hasselt: Kampioen van België - Port Burgas: Kampioen van Bulgarije - Skjern Håndbold: Kampioen van Denemarken - THW Kiel: Kampioen van Duitsland - Grankulla IFK: Kampioen van Finland - Montpellier: Kampioen van Frankrijk - AS Ionikos Athens: Kampioen van Griekenland - Fotex Veszprém: Kampioen van Hongarije - Hapoel Rishon LeZion: Kampioen van Israël - HC Alpi Prato: Kampioen van Italië - Partizan Beograd: Kampioen van Joegoslavië - Badel 1862 Zagreb: Kampioen van Kroatië - Granitas Kaunas: Kampioen van Litouwen - Red Boys Dfferdiange: Kampioen van Luxemburg - Vardar Vatrostalna: Kampioen van Macedonië - Horn Sittardia: Kampioen van Nederland | - Sandefjord TIF: Kampioen van Noorwegen - ZTR Zaporijia: Kampioen van Oekraïne - Remus Bärnbach-Köflach: Kampioen van Oostenrijk - KS Jskra-Lider Market: Kampioen van Polen - FC Porto: Kampioen van Portugal - Minaur Baia Mare: Kampioen van Roemenië - Kaustik Volgograd: Kampioen van Rusland - FC Barcelona: Titelhouder 1998/99 - Prosesa Ademar Leon: Vice-kampioen van Spanje - Celje: Kampioen van Slovenië - Kovopetrol Plzeň: Kampioen van Tsjechië - Çankaya Belediyesi: Kampioen van Turkije - SKA Minsk: Kampioen van Wit-Rusland - HK Drott: Kampioen van Zweden - TV Suhr: Kampioen van Zwitserland |

## Kwalificatieronde

### Eerste ronde
| Team 1                | Score   | Team 2                 | 1       | 2       |
| --------------------- | ------- | ---------------------- | ------- | ------- |
| TJ VSZ Kosice         | 74 – 41 | STIF Stranda           | 38 – 20 | 36 – 21 |
| SPE Strovolos Nicosie | 34 – 53 | Shevardeni STU Tbilisi | 20 – 27 | 14 – 26 |

### Tweede ronde
| Team 1                 | Score   | Team 2                 | 1       | 2       |
| ---------------------- | ------- | ---------------------- | ------- | ------- |
| FC Porto               | 43 – 44 | Hapoel Rishon LeZion   | 27 – 24 | 16 – 20 |
| Minaur Baia Mare       | 37 – 44 | Kaustik Volgograd      | 22 – 22 | 15 – 22 |
| Montpellier            | 55 – 42 | TJ VSZ Kosice          | 33 – 22 | 22 – 20 |
| Remus Bärnbach-Köflach | 39 – 65 | Celje                  | 19 – 28 | 20 – 37 |
| Skjern Håndbold        | 59 – 48 | Horn Sittardia         | 31 – 26 | 28 – 22 |
| Sandefjord TIF         | 75 – 39 | Red Boys Dfferdiange   | 32 – 24 | 43 – 15 |
| Prosesa Ademar Leon    | 65 – 41 | Granitas Kaunas        | 35 – 19 | 30 – 22 |
| Grankulla IFK          | 25 – 69 | Fotex Veszprém         | 14 – 37 | 11 – 32 |
| Badel 1862 Zagreb      | 72 – 39 | AS Ionikos Athens      | 40 – 20 | 32 – 19 |
| Port Burgas            | 27 – 88 | FC Barcelona           | 13 – 40 | 14 – 48 |
| TV Suhr                | 67 – 59 | Vardar Vatrostalna     | 30 – 26 | 37 – 33 |
| SKA Minsk              | 42 – 42 | HC Alpi Prato          | 23 – 21 | 19 – 21 |
| ZTR Zaporijia          | 55 – 34 | Shevardeni STU Tbilisi | 31 – 12 | 24 – 22 |
| Initia HC Hasselt      | 36 – 49 | Partizan Beograd       | 18 – 20 | 18 – 29 |
| HK Drott               | 60 – 61 | KS Jskra-Lider Market  | 37 – 36 | 23 – 25 |
| Çankaya Belediyesi     | 41 – 65 | THW Kiel               | 21 – 34 | 20 – 31 |

## Groepsfase

### Groep A
| Pos | Club                | Wed | W | G | V | Ptn | DV  | DT  | +/− | Opmerking                     |
| --- | ------------------- | --- | - | - | - | --- | --- | --- | --- | ----------------------------- |
| 1   | THW Kiel            | 6   | 4 | 1 | 1 | 9   | 172 | 138 | +34 | 00Geplaats voor kwartfinale00 |
| 2   | Prosesa Ademar Leon | 6   | 3 | 0 | 3 | 6   | 165 | 156 | +9  | 00Geplaats voor kwartfinale00 |
| 3   | Montpellier         | 6   | 3 | 0 | 3 | 6   | 139 | 143 | -4  |                               |
| 4   | Sandefjord TIF      | 6   | 1 | 1 | 4 | 3   | 130 | 164 | -34 |                               |

### Groep B
| Pos | Club                  | Wed | W | G | V | Ptn | DV  | DT  | +/− | Opmerking                     |
| --- | --------------------- | --- | - | - | - | --- | --- | --- | --- | ----------------------------- |
| 1   | Celje                 | 6   | 5 | 0 | 1 | 10  | 188 | 141 | +47 | 00Geplaats voor kwartfinale00 |
| 2   | Hapoel Rishon LeZion  | 6   | 4 | 0 | 2 | 8   | 157 | 147 | +10 | 00Geplaats voor kwartfinale00 |
| 3   | KS Jskra-Lider Market | 6   | 3 | 0 | 3 | 6   | 173 | 186 | -13 |                               |
| 4   | HC Alpi Prato         | 6   | 0 | 0 | 6 | 0   | 137 | 181 | -44 |                               |

### Groep C
| Pos | Club              | Wed | W | G | V | Ptn | DV  | DT  | +/− | Opmerking                     |
| --- | ----------------- | --- | - | - | - | --- | --- | --- | --- | ----------------------------- |
| 1   | Badel 1862 Zagreb | 6   | 5 | 1 | 0 | 11  | 162 | 132 | +30 | 00Geplaats voor kwartfinale00 |
| 2   | ZTR Zaporijia     | 6   | 3 | 1 | 2 | 7   | 136 | 129 | +7  | 00Geplaats voor kwartfinale00 |
| 3   | TV Suhr           | 6   | 2 | 0 | 4 | 4   | 145 | 166 | -21 |                               |
| 4   | Skjern Håndbold   | 6   | 1 | 0 | 5 | 2   | 134 | 150 | -16 |                               |

### Groep D
| Pos | Club              | Wed | W | G | V | Ptn | DV  | DT  | +/− | Opmerking                     |
| --- | ----------------- | --- | - | - | - | --- | --- | --- | --- | ----------------------------- |
| 1   | FC Barcelona      | 6   | 6 | 0 | 0 | 12  | 183 | 129 | +54 | 00Geplaats voor kwartfinale00 |
| 2   | Fotex Veszprém    | 6   | 3 | 0 | 3 | 6   | 150 | 147 | +3  | 00Geplaats voor kwartfinale00 |
| 3   | Kaustik Volgograd | 6   | 2 | 0 | 4 | 4   | 139 | 162 | -23 |                               |
| 4   | Partizan Beograd  | 6   | 1 | 0 | 5 | 2   | 130 | 164 | -34 |                               |

## Eindronde

### Kwartfinale

#### Loting
Voor de loting zijn alle nummers 1 in één pot gedaan. Hetzelfde is bij alle nummers 2 gebeurd. Dit betekent dat de nummers 1 tegen een nummer 2 spelen in de kwartfinale. De nummers 2 beginnen hun wedstrijden thuis:
| Pot 1 | Pot 1             | Pot 2 | Pot 2                |
| ----- | ----------------- | ----- | -------------------- |
| A     | THW Kiel          | A     | Prosesa Ademar Leon  |
| B     | Celje             | B     | Hapoel Rishon LeZion |
| C     | Badel 1862 Zagreb | C     | ZTR Zaporijia        |
| D     | FC Barcelona      | D     | Fotex Veszprém       |

#### Resultaten
| Team 1               | Score   | Team 2            | 1       | 2       |
| -------------------- | ------- | ----------------- | ------- | ------- |
| Hapoel Rishon LeZion | 48 - 50 | THW Kiel          | 26 - 24 | 22 - 26 |
| Prosesa Ademar Leon  | 50 - 54 | Celje             | 30 - 28 | 20 - 26 |
| Fotex Veszprém       | 53 - 55 | Badel 1862 Zagreb | 27 - 25 | 26 - 30 |
| ZTR Zaporijia        | 38 - 49 | FC Barcelona      | 17 - 23 | 21 - 26 |

### Halve finale
| Team 1       | Score   | Team 2            | 1       | 2       |
| ------------ | ------- | ----------------- | ------- | ------- |
| THW Kiel     | 45 - 43 | Badel 1862 Zagreb | 32 - 21 | 13 - 22 |
| FC Barcelona | 59 - 52 | Celje             | 39 - 25 | 20 - 27 |

### Finale
Finale wedstrijd 1
| 22 april 2000 16:15 | THW Kiel | 28 - 25 | FC Barcelona | Sparkassen-Arena, Kiel Scheidsrechters: Vlado Pendic (SRB), Radomir Majstorovic (SCG) |
| 22 april 2000 16:15 | (15-14)  |         |              | Sparkassen-Arena, Kiel Scheidsrechters: Vlado Pendic (SRB), Radomir Majstorovic (SCG) |
| 22 april 2000 16:15 | 3×       | Raport  | 3× 2×        | Sparkassen-Arena, Kiel Scheidsrechters: Vlado Pendic (SRB), Radomir Majstorovic (SCG) |

Finale wedstrijd 2
| 29 april 2000 18:00 | FC Barcelona | 29 - 24 | THW Kiel | Palau Blaugrana, Barcelona Scheidsrechters: Leon Kalin, Enes Koric (SLO) |
| 29 april 2000 18:00 | (15-12)      |         |          | Palau Blaugrana, Barcelona Scheidsrechters: Leon Kalin, Enes Koric (SLO) |
| 29 april 2000 18:00 | 3× 2×        | Raport  | 3× 4×    | Palau Blaugrana, Barcelona Scheidsrechters: Leon Kalin, Enes Koric (SLO) |